# Ilybius churchillensis
Ilybius churchillensis är en skalbaggsart som beskrevs av Wallis 1939. Ilybius churchillensis ingår i släktet Ilybius och familjen dykare. Inga underarter finns listade i Catalogue of Life.